# Académie des sciences, belles-lettres et arts de Lyon
Pour les articles homonymes, voir Académie de Lyon.
L'Académie des sciences, belles-lettres et arts de Lyon est une société savante résultant de la fusion, en 1758, de l'Académie des sciences et belles lettres créée en 1700 et de l'Académie des beaux-arts créée en 1713. 

## Objectifs de l'institution

### Domaines étudiés
L'académie traite toutes sortes de sujets dont l'archéologie, les arts, l'histoire, la littérature, les sciences.
Elle publie annuellement les Mémoires de l’Académie des sciences, belles-lettres et arts de Lyon et quelques publications thématiques dont un Dictionnaire historique qui regroupe des notices biographiques et bibliographiques sur 824 académiciens répertoriés deuis 1700. Ce dernier travail s'appuie sur les nombreux manuscrits qu'elle conserve depuis le début du XVIIIe siècle.

### Organisation et statuts
L'Académie a défini, ou supprimé au fil du temps, divers types de membres : ordinaires ou titulaires, associés, correspondants, honoraires, d'honneur, d'honneur associés, émules, libres, vétérans, émérites... Seuls les membres titulaires et titulaires émérites ont le droit de vote. Les membres sont sujets à cotisation.
En 2017, après deux siècles d'évolutions diverses, les statuts retiennent les règles suivantes :
- la compagnie est constituée de deux classes, celle des Sciences composée de 24 académiciens, et celle des Belles-lettres et Art composée de 28 académiciens ;
- les 52 membres ordinaires sont élus par leurs pairs au sein des membres d'autres grades, et deviennent eux-mêmes électeurs ;
- le président est élu annuellement, alternativement dans l'une des classes. Il est assisté d'un vice-président qui lui succède l'année suivante ;
- le bureau comporte en outre un chancelier, un trésorier, un bibliothécaire, un archiviste, des secrétaires des classes et leurs adjoints, les responsables des publications et du site internet.

L'académie est l'une des 33 instances de la Conférence nationale des académies des sciences, lettres et arts créée en 1989.

## Histoire

### Prémices
Avant le XVIIIe siècle Lyon ne possédait pas d'université, et vit à plusieurs reprises ses autorités essayer de développer un lieu de culture dans leur ville. La précédente tentative la plus notable est un groupe nommé Athenaeum Lugdunense restitutum au XVIe siècle, en référence à la splendeur de l'époque romaine, dont le nom deviendra la devise de la future académie. Un second groupe reprend l'initiative autour de Nicolas de Lange à la fin du siècle, sous le nom d'Académie de Fourvière, ou Académie angélique, sans connaître une longue vie. L'existence de ce dernier groupe reste cependant incertaine.

### Fondation

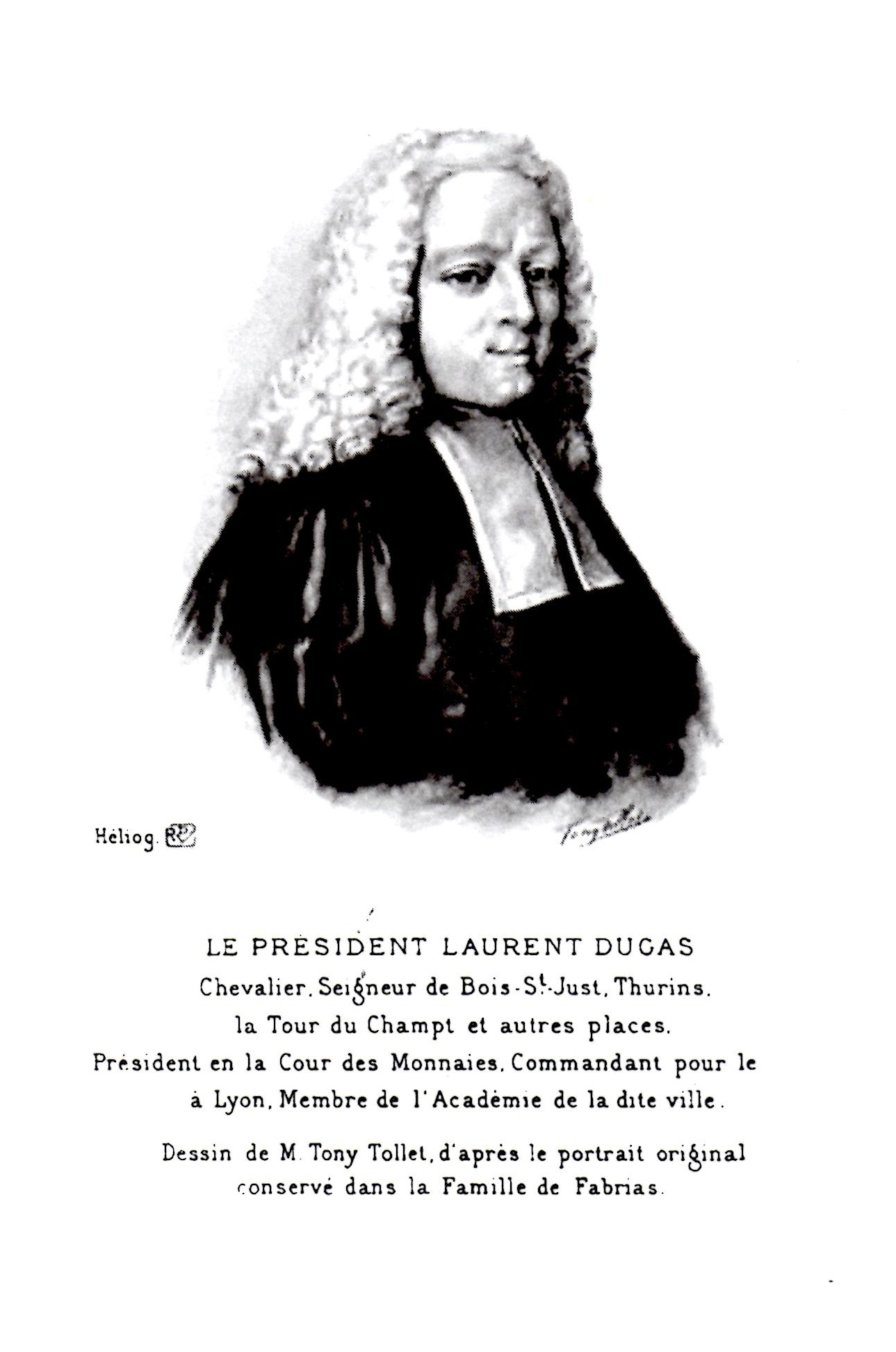
Laurent Dugas, cofondateur de l'Académie.

Fin XVIIe siècle, une dizaine de Lyonnais se réunissent pour disserter des sciences et des lettres. Les noms varient légèrement selon les trois sources disponibles issues de Brossette, Pierre Dugas et Pernetti, :
- Claude Brossette, avocat et échevin lyonnais, administrateur de l'Hôtel-Dieu ;
- Laurent Dugas, président de la Cour des Monnaies ;
- Camille Falconet, futur médecin consultant de Louis XIV et membre de l'Académie des inscriptions et belles-lettres ;
- Antoine de Serre, conseiller à la cour des monnaies de Lyon ;
- Louis de Puget, naturaliste ;
- Jean de Saint-Bonnet, père jésuite et professeur de mathématiques au collège de la Trinité ;
- Thomas Bernard Fellon, père jésuite et professeur de grammaire au collège de la Trinité ;
- Philippe Villemot, curé de la Guillotière et savant cartésien ;
- Dominique de Colonia, père jésuite, collectionneur et historien ;
- Charles Cheynet (ou Cheinet), président de la Cour des Monnaies ;
- François Bottu de Saint-Fonds, occupant diverses charges à Lyon et à Villefranche ;
- Jean Brun, père jésuite qui enseigne diverses matières au collège de la Trinité.

Dans une lettre écrite à Nicolas Boileau le 10 avril 1700, Claude Brossette parle d'une « petite académie » qui se rassemble une fois par semaine. La première véritable assemblée aurait eu lieu quelques jours plus tôt, le 30 mars 1700 (dit P. Dugas), et les séances se tiennent, comme pour les années suivantes, à tour de rôle au domicile de certains des fondateurs. Cette académie vivote pendant plusieurs années et commence à tenir des registres en 1714. Elle a, dès ses débuts, un « protecteur », le duc François de Neufville de Villeroy.

### Vie sous l'Ancien Régime

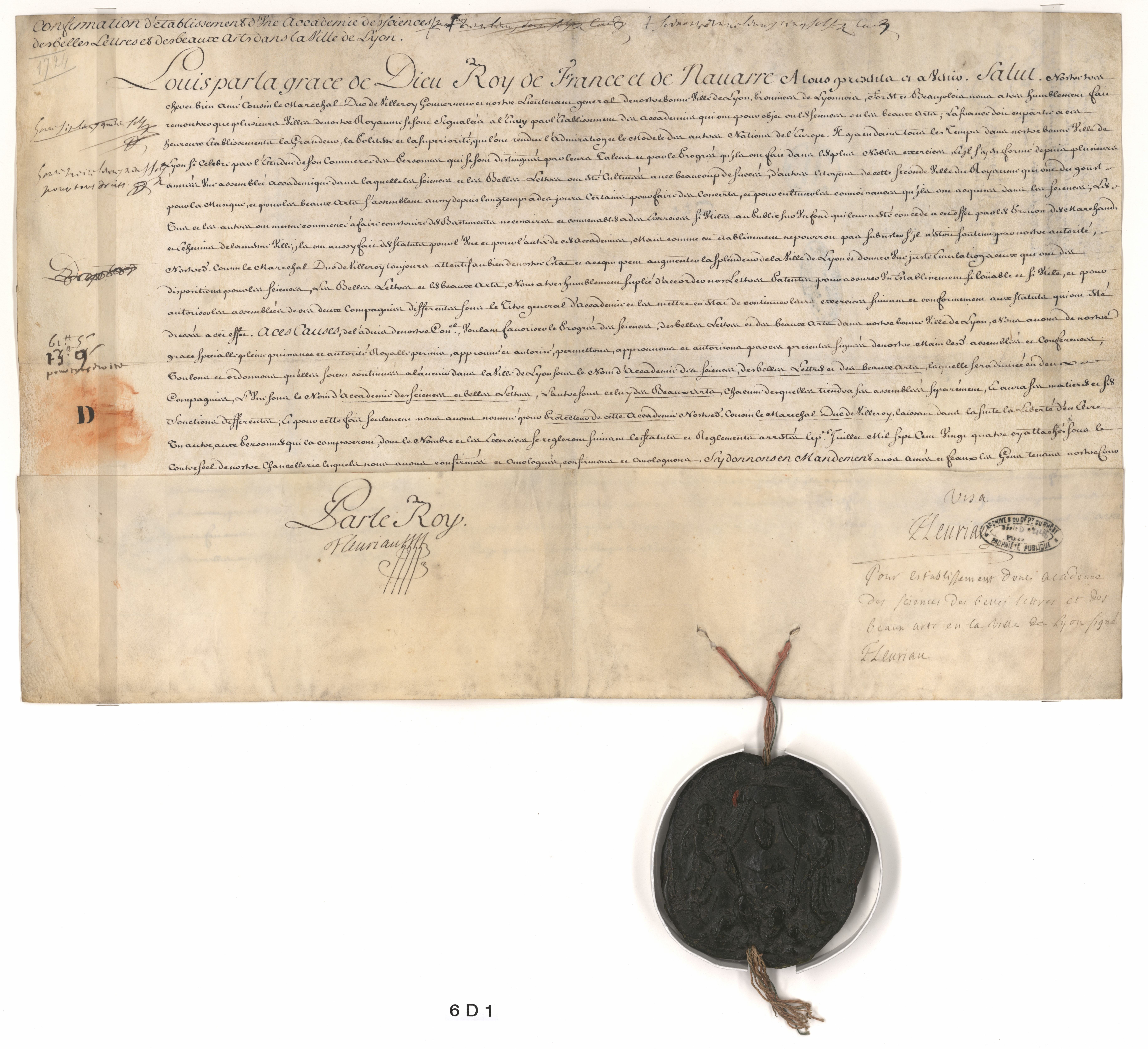
Confirmation de l'établissement de l'académie des sciences, belles lettres et arts de Lyon, 1724, sous Louis XV

Entre 1704 et 1709 , Charles Trudaine, intendant de Lyon, réorganise l'Académie. De nouvelles personnalités prennent part aux réunions, tels Nicolas Mahudel et Pierre Aubert.
En 1713, d’autres Lyonnais, conduits par Jean-Pierre Christin, avec Nicolas Bergiron et Ferdinand Delamonce créent une « Académie des beaux-arts » qui deviendra la « Société royale » et qui se réunit dans la salle du concert aux Cordeliers.
En 1717, l’archevêque François Paul de Neufville de Villeroy met une salle du palais archiépiscopal de Lyon, proche de la cathédrale St Jean, à la disposition de l’Académie des sciences et belles-lettres. Tout au long du XVIIIe siècle, de nombreuses personnalités, comme l'abbé Pernetti, et plus tard le jeune Nicolas François de Neufchâteau rejoignent l'académie.
En 1729, le roi légitime l'Académie par une lettre patente.
En 1736, l'Académie des beaux-arts ouvre, en plus de sa Société du concert, une nouvelle branche appelée Société des conférences  qui devient une véritable académie des sciences, comportant trois classes (mathématiques, physique et arts).
En 1758, la « Société royale des beaux-arts » et l'« Académie des sciences et des belles-lettres » fusionnent sous le nom d'« Académie des sciences, belles-lettres et arts ». Grâce au testament de Jean-Pierre Christin, l'Académie lance des concours annuels, dont le premier sera remporté par Jean III Bernoulli, Jeanneret et l'abbé Bossut en 1760. Ces prix ont une longue histoire qui prend de plus en plus d'importance au XIXe siècle.
En 1769, Pierre Adamoli, grand collectionneur et bibliophile, meurt et lègue sa bibliothèque, ses médailles, des œuvres d'art et une somme d'argent à l'Académie. Sa collection est conservée par la bibliothèque municipale de Lyon depuis 1960.
Comme toutes les autres sociétés savantes, elle est dissoute en aout 1793 par la Révolution.

### Vie à l'époque contemporaine

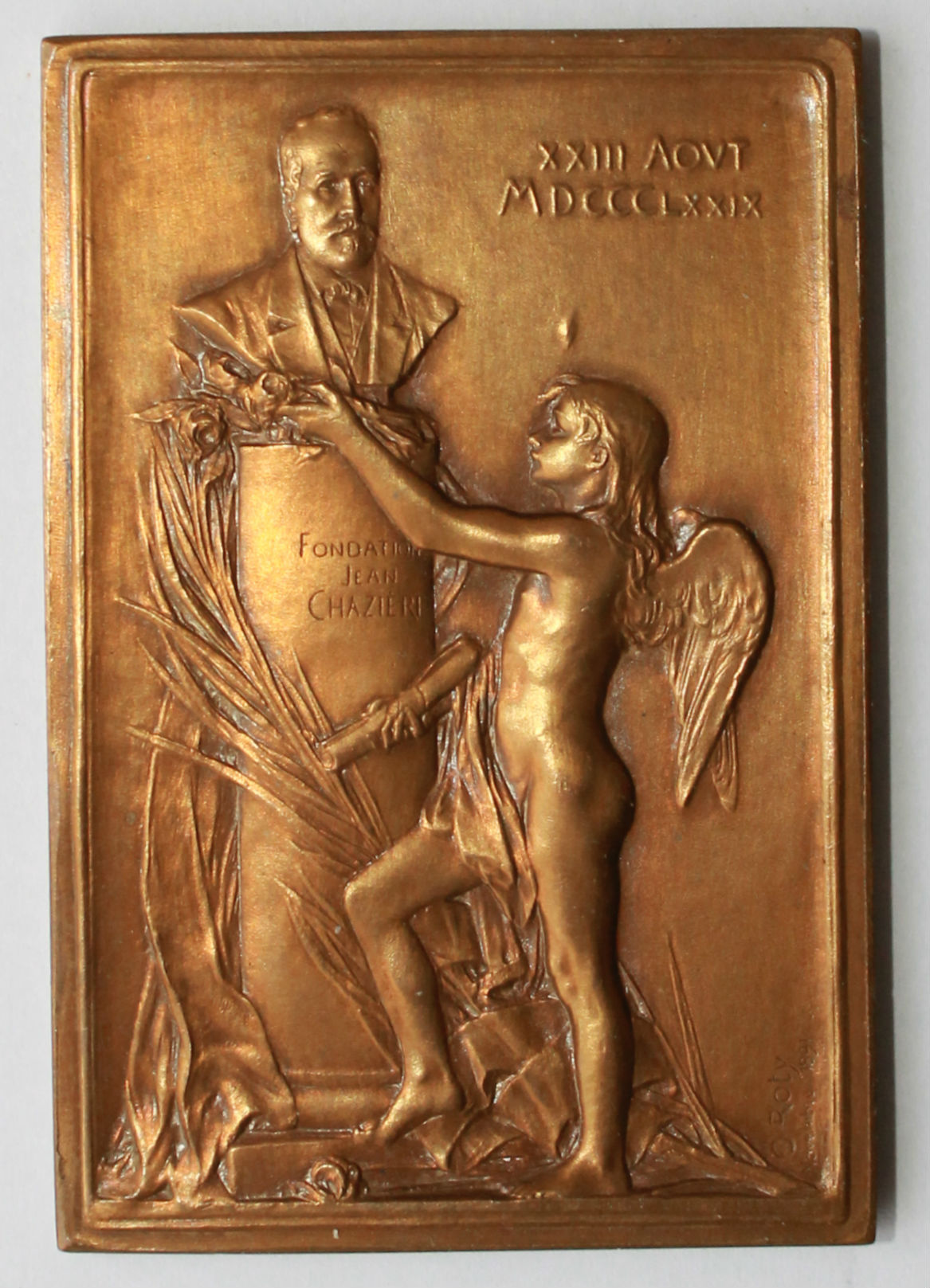
Médaille de récompense de la fondation Jean Chazière, par Oscar Roty

L'Académie renaît le 24 messidor an VIII (13 juillet 1800), par la volonté du préfet Verninac de Saint-Maur, sous le nom d’« Athénée », avant de reprendre son titre dès 1802.
Elle sera reconnue d’utilité publique par ordonnance royale le 7 novembre 1839, puis par décret le 27 juillet 1867.
Les prix créés par l'Académie sur ses fonds propres ou à la suite de diverses fondations se multiplient au cours du XIXe siècle. Le prix Christin est constitué par son héritier de Ruolz en 1818, puis plus d'une trentaine d'autres. En 1879, le lyonnais Jean Chazière (1821-1885) crée la fondation Jean Chazière qui lègue par testament à l'Académie la somme de 230 000 francs. Avec les revenus de cette somme, l'Académie devait encourager les sciences, l'histoire, la littérature, les beaux-arts, la poésie et l'archéologie et récompenser les actes remarquables de vertu et d’héroïsme.
L'Académie se réunissait en séance privée jusque vers 1970 et n'avait que deux ou trois séances publiques annuelles. Depuis lors, elle donne régulièrement au Palais Saint-Jean de Lyon des conférences auxquelles le public peut assister, en compagnie des académiciens, et décerne toujours des prix scientifiques (Prix Thibaud, prix Platet-Mathieu, prix Chermette Mouratille, prix Arloing-Courmont-Institut Pasteur, prix Ernest-Brasseaux), des prix de bienfaisance (Fonds Rosa) et des prix littéraires (Jeux floraux, actuellement en sommeil) de manière intermittente. Les prix sont proclamés au cours des  dernières séances publiques précédant les vacances d'été, c'est-à-dire fin juin et les vacances de Noël, c'est-à-dire en décembre. Les candidats ayant obtenu un prix ou une mention sont informés personnellement par l'académie et invités à la séance de proclamation. Les prix et mentions sont ensuite publiés dans la presse lyonnaise et sur les sites internet.
L’Académie des sciences, belles-lettres et arts de Lyon, sous l'impulsion d'Edmond Reboul, est à l'origine de la Conférence nationale des académies des sciences, lettres et arts, qui, sous l’égide de l’Institut de France, regroupe 28 académies provinciales (aujourd'hui 33).

### Lieux de l'Académie

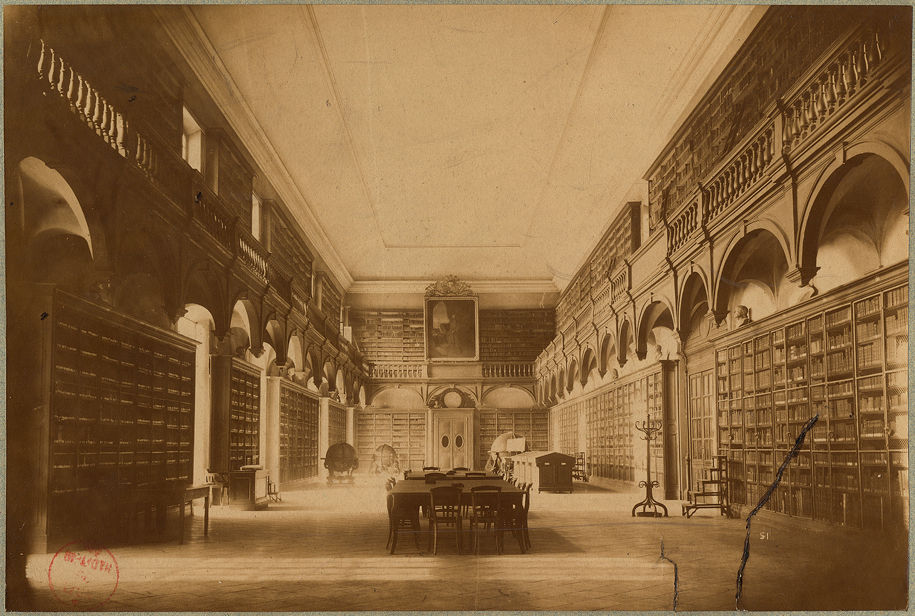
Ancienne bibliothèque du collège de la Trinité à Lyon.

Au cours des premières années, l'Académie des sciences et belles-lettres n'avait pas de lieu fixe et s'est réunie soit chez un de ses membres, soit chez l'intendant, soit chez l'archevêque, enfin à l'hôtel-de-ville. L'Académie des beaux-arts se fit construire un édifice dit « Bâtiment du concert » (démoli en 1858), place des Cordeliers, après les lettres-patentes de 1724. À partir de la fusion en 1758, l'Académie des sciences, belles-lettres et arts, s'est réunie à l'hôtel-de-ville. Pendant la période trouble de la Révolution, de l'Empire et de la Restauration, elle oscilla en divers lieux, dont le Grand collège ou Lycée de Lyon qui héberge sa bibliothèque durant cette période. En 1824, jusqu'à la fin 1974, elle tenait ses séances au Palais Saint-Pierre, actuel musée des Beau-Arts. Depuis le début 1975, elle est située au Palais Saint-Jean, ancien palais archiépiscopal.

## Membres notoires

### Anciens directeurs ou présidents
Le terme « directeur » était plutôt employé sous l'Ancien Régime et celui de « président » après la Révolution. Cet officier changeait tous les ans ou même tous les semestres selon les époques. Plusieurs intendants, préfets et maires de Lyon ont rempli cette tâche, même s'ils n'ont pas toujours été les plus actifs. Parmi les personnages les plus célèbres, citons Jérôme Jean Pestalozzi (1730), Jacques-Germain Soufflot (1755), Antoine Michel Perrache (1777), le préfet Raymond de Verninac-Saint-Maur (1800) auteur de l'arrêté de renaissance de l'Académie, Paul Sauzet (en 1855, 1859, 1863) président de la chambre des députés, Auguste Isaac (1913) futur ministre, Victor Grignard (1934) prix Nobel de chimie, Édouard Herriot (1950), le cardinal Gerlier (1952).

### Académiciens
Plus de 800 académiciens de célébrité très variable se sont succédé sur la période de 1700 à 2016.
On peut citer : Pierre Poivre administrateur et botaniste, Jacques-Germain Soufflot architecte, André-Marie Ampère savant, Auguste Lumière inventeur du cinéma, Antoine Michel Perrache auteur du quartier portant son nom, Charles-Henri Tabareau premier directeur provisoire de La Martinière de Lyon, Tony Garnier architecte et urbaniste, Pierre Gerlier Archevêque de Lyon et cardinal, Édouard Herriot maire de Lyon et ministre.
Les académiciens étant, par définition immortels, il est tout à fait exceptionnel de voir certains d'entre eux redevenir mortels par démission. On peut citer en 1755 celles de Jean-Louis Alleon-Dulac, Georges-Claude Goiffon, Jean-Étienne Montucla, Joseph Audra et Bertaud de la Vaure à la suite de l'affaire Tolomas/d'Alembert où le père Tolomas aurait insulté en latin le mathématicien d'Alembert qui aurait en retour demandé son exclusion ; ainsi que celles des jésuites Laurent Béraud et Jean Dumas à la suite des mesures prises contre leur Ordre en 1764.
Par ailleurs, Gabriel de Neufville de Villeroy, Joseph Mathon de la Cour, Thomas Merle de Castillon, Pierre Antoine Barou du Soleil, Léonard Roux, Catherin Francois Boulard, ne survivent pas à la Révolution française, et sont guillotinés en 1793.

### Ouvrages et articles
- Louis David (dir.), L'Académie des Sciences, Belles-Lettres et Arts de Lyon, 1700-2000 : Trois siècles d'histoire lyonnaise, Lyon, Éditions Lyonnaises d'Art et d'Histoire, 2000, 477 p. (ISBN 2-84147-097-0, BNF 37114557, lire en ligne).
- Patrice Béghain, Bruno Benoit, Gérard Corneloup et Bruno Thévenon (coord.), Dictionnaire historique de Lyon, Lyon, Stéphane Bachès, 2009, 1054 p. (ISBN 9782915266658, BNF 42001687).
- Dominique Saint-Pierre (dir.), Dictionnaire historique des académiciens de Lyon 1700-2016, Lyon, Éditions de l'Académie, 2017, 1369 p. (ISBN 978-2-9559433-0-4, BNF 45273860).
- Francisque Bouillier, « Une Académie de province au XVIIIe siècle - l'Académie de Lyon », Revue des Deux Mondes, no 26,‎ 1878, p. 812-836 (lire en ligne).
- Pierre Crépel, « Académies et encyclopédies : l’exemple méconnu d’une académie des sciences à Lyon (1736-1758) », Cahiers d'histoire. Revue d'histoire critique, no 136 « Histoire critique des sciences (XVIe – XVIIIe siècles) »,‎ 2017, p. 33-50 (ISBN 978-2-917541-67-8, lire en ligne).
- Pierre Crépel, « Les débuts de l'Académie en 1700 : qui, quand, où et quoi ? », dans Mémoire de l'Académie des sciences, belles lettres et arts de Lyon - 2020, éd. ASBLA de Lyon, 2021 (ISSN 0767-8975), p. 169-190.
- Pierre Crépel, « Les bureaux de l'Académie (1700-2018) », dans Mémoires de l'Académie des sciences, belles-lettres et arts de Lyon pour 2017, ASBLA Lyon, 2018, p. 241-276.
- Joseph-Florentin Bonnel, Histoire de l'Académie des sciences, belles-lettres et arts de Lyon de 1840 à 1891 : concours - fondations - personnel, Lyon, A. Rey, imprimeur de l'Académie, 1892, 272 p. (lire en ligne).
- Jean-Baptiste Dumas, Histoire de l'Académie Royale des sciences, belles-lettres et arts de Lyon, t. I, Lyon, Giberton et Brun, 1839, 536 p. (lire en ligne).
- Jean-Baptiste Dumas, Histoire de l'Académie Royale des sciences, belles-lettres et arts de Lyon, t. II, Lyon, Giberton et Brun, 1840, 645 p. (lire en ligne).

### Autres sources
- Académie des sciences, belles-lettres et arts de Lyon sur le site du Comité des travaux historiques et scientifiques (CTHS)
- Compte-rendu des travaux de l'Académie de Lyon (1805-1853) dans Gallica, la bibliothèque numérique de la BnF
- ASBLA de Lyon, Mémoires de l'Académie des sciences, belles-lettres et arts de Lyon, éd. de l'Académie (présentation en ligne)
- Christiane de Clavières et Edmond Reboul, Index des mémoires de l'Académie des sciences, belles-lettres et arts de Lyon : répertoire des auteurs et des thèmes, Lyon, 1990
- Académie des sciences, belles-lettres et arts de Lyon (dir.) et Archives municipales de Lyon (dir.), Au service de la Ville. L’Académie des sciences, belles-lettres et arts. Lyon, 1700-2020, Lyon, Archives municipales de Lyon, 2021, 304 p. (ISBN 2-908949-51-2, présentation en ligne) catalogue de l'exposition éponyme présentée en 2021 aux Archives municipales de Lyon